# 조지 오 고어 II
조지 오 고어 II(George O. Gore II, 1982년 12월 15일 ~ )는 미국의 배우, 영화 감독, 텔레비전 배우이다.

## 방송
- 마이 와이프 앤 키즈 시즌 5
- 마이 와이프 앤 키즈 시즌 4
- 마이 와이프 앤 키즈 시즌 3
- 마이 와이프 앤 키즈 시즌 2
- 마이 와이프 앤 키즈 시즌 1

## 영화
- 댄스 플릭 (2009년)
- 마이 와이프 앤 키즈 (2001년) - 마이클 카일 주니어 역
- 나이트메어 룸 (2001년)
- 데블스 에드버킷 (1997년)